# 비전하
비전하(specific charge, charge-to-mass ratio) 또는 견줌 전하는 그 입자가 띄는 전하와 질량의 비율을 가리키는 용어이다. 예를 들어, 전자의 비전하는 {\displaystyle e/m_{\mathrm {e} }}이고, 양성자의 비전하는 {\displaystyle e/m_{\mathrm {p} }\approx e/({\text{1 u}})}이다. 여기서 e는 전자와 양성자의 전하이며 u는 원자 질량 단위다.

## 같이 보기
- 자기회전비율